# Machina Electrica

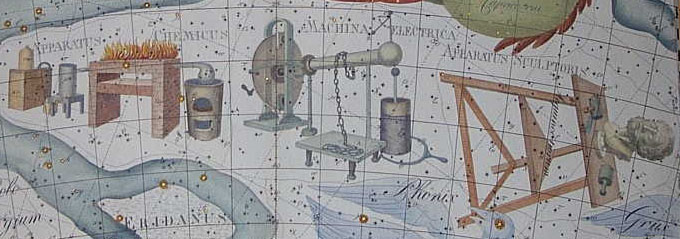
Constelaciones de Machina Electrica, Fornax y Pictor.

Machina Electrica o la Máquina Eléctrica es una antigua constelación ideada por el astrónomo alemán Johann Elert Bode en 1800, creada en honor a la invención del primer generador eléctrico. Formada por estrellas tenues que actualmente se encuentran en el sur de la constelación de Cetus —el monstruo marino—, apareció en muy pocos atlas estelares y no gozó del reconocimiento general. Actualmente no es una constelación reconocida por la Unión Astronómica Internacional.